# Lamprosema angulinea
Lamprosema angulinea là một loài bướm đêm trong họ Crambidae.